# Кизје (Ен)
Кизје (фр. Cuzieu (Ain)) је насељено место у Француској у региону Рона-Алпи, у департману Ен (Рона-Алпи).
По подацима из 2011. године у општини је живело 410 становника, а густина насељености је износила 84,19 становника/km².

## Демографија
| 1962. | 1968. | 1975. | 1982. | 1990. | 2011. |
| ----- | ----- | ----- | ----- | ----- | ----- |
| 162   | 143   | 156   | 193   | 240   | 410   |